# لیلا وزیری
لیلا وزیری (به انگلیسی: Leila Vaziri) (زاده ۱۶ خرداد ۱۳۶۴ در کورال اسپرینگز، فیلادلفیا) شناگر تیم ملی آمریکا، رکورددار سابق شنای ۵۰ متر کرال پشت و قهرمان شنای جهان در سال ۲۰۰۷ در این رشته است.

## زندگی شخصی
پدر لیلا، منصور وزیری مهاجر ایرانی و مادرش لیز اصالتاً آلمانی است.
لیلا در مورد هویت شخصی و زندگی خانوادگی خود می‌گوید:

مادرم اصلیت آلمانی دارد و پدرم ایرانی است. پس من پنجاه-پنجاه هستم. این قطعاً ترکیب دلپذیریست. پدرم در ایران به دنیا آمده و همان جا بزرگ شده. من یک برادر بزرگتر هم دارم و احساس خیلی نزدیکی به هویت ایرانی ام دارم، یه جورایی یک ایرانی-آمریکایی نسل دوم هستم. نمی‌توانم ادعا کنم که همچون مهاجرین واقعی هستم، اما پدرم یک مهاجر است و مرا با ویژگیهای ایرانی مثل فروتنی و عادت دادن به ارزشهای سنتی بار آورده. پدرم مسلمان است و من با وجود اینکه مسلمان بزرگ نشده ام، دو فرهنگی بودن بخش بزرگ و مهمی از هویتم را شکل می‌دهد.

## قهرمانی شنا جهان ۲۰۰۷
وزیری در سال ۲۰۰۷ برای اولین بار در مسابقات قهرمانی جهان در شهر ملبورن شرکت کرد. او هرچند در رشته تخصصی خود ۱۰۰ متر کرال پشت در مرحله نیمه نهایی دهم شد و در رسیدن به فینال ناکام ماند، اما در حالی که برای اولین بار در یک مسابقه مهم ۵۰ متر کرال پشت شرکت می‌کرد، مرحله نیمه نهایی را با ۲۸/۱۶ ثانیه به پایان رساند و رکورد تازه این ماده را به نام خود ثبت کرد.
لیلا یک روز بعد در ۲۹ مارس با ثبت مجدد ۲۸/۱۶ بر تابلو اعلان نتایج استخر سوزی اونیل ورزشگاه رُد لاور، مدال طلای این رشته را بالاتر از آلکساندریا هراسیمنیا شناگر اهل بلاروس و تایلی زیمر از استرالیا بر گردن آویخت . وزیری یک مدال نقره نیز در ترکیب تیم ۴ در ۱۰۰ متر مختلط امدادی کشورش به دست آورد12th FINA World Championships از پارامتر ناشناخته |آدرس= صرف‌نظر شد (کمک); پارامتر |تاریخ بازیابی= نیاز به وارد کردن |پیوند= دارد (کمک).
رکورد ۵۰ متر کرال پشت او در ۱۹ اکتبر ۲۰۰۷ توسط لی یانگ شناگر چینی شکسته شد.

## دانشگاه
بیشتر فعالیت‌های ورزشی در ایالات متحده آمریکا تا پیش از ورود به ورزش حرفه‌ای در نظام آموزشی این کشور انجام می‌شود. لیلا وزیری نیز بعد از پایان دبیرستان در کورال اسپرینگز در سال ۲۰۰۲ وارد دانشگاه ایندیانا شد و بادریافت ۱۵ حکم قهرمانی شنای امریکا سابقه درخشانی از خود در تاریخ شنای دانشگاه‌های امریکا به جا گذاشت.
وزیری در فصل ۲۰۰۵-۲۰۰۶ به عنوان بهترین شناگر ۱۰۰ یارد (حدود نودویک و نیم متر) و ۲۰۰ یارد کرال پشت دانشجویان آمریکا انتخاب شد و در همین فصل در چهار مسابقه امدادی رکورد جدیدی را برای دانشگاه ایندیانا خلق کرد: ( ۴۰۰و ۸۰۰ یارد آزاد، ۲۰ و ۴۰۰ یارد مختلط).
وزیری همچنین دومین رکورد برتر تاریخ دانشگاه ایندیانا در ۱۰۰ یارد و ۲۰۰ یارد کرال پشت، چهارمین در ۱۰۰ یارد و ۲۰۰ یارد آزاد و پنجمین در ۵۰ یارد آزاد را به دست آورده است..
لیلا در اوت ۲۰۰۶ با پیروزی در مسابقات قهرمانی ملی کونکو فیلیپس به ترکیب تیم ملی آمریکا برای شرکت در مسابقات قهرمانی پان پاسیفیک ۲۰۰۷ راه یافت و با ثبت دومین زمان برتر ۱۰۰ متر کرال پشت در میان هم تیمی‌های خود و کسب مدال برنز ۱۰۰ یارد کرال پشت قهرمانی دانشجویان امریکا (NCAA) به عضویت تیم ملی کشورش برای مسابقات قهرمانی جهان ۲۰۰۷ ملبورن درآمد.